# Batalla de Wofla
La batalla de Wofla se libró el 28 de agosto de 1542 cerca del lago Ashenge en Wofla (también trascrito como Ofla) en la región etiópe de Tigray (anteriormente parte de Wolo)  entre el ejército portugués de Cristóbal de Gama y las fuerzas del imán Ahmad. Superior no sólo en número sino en potencia de fuego, Ahmad venció e hizo huir a los portugueses y al séquito de la reina Sabla Wengel  abandonar su campamento.

Gama, tras escapar del campo de batalla con 14 soldados, con el brazo roto por una bala, fue capturado esa noche por seguidores de Ahmad que fueron alertados de su escondite por una anciana. Llevado a la presencia de Ahmad, el comandante portugués fue torturado y finalmente decapitado.